# هاوتزر عيار 155مم AS 90
هاوتزر عيار 155مم AS 90 سلاح مدفعي مدرع ذاتي الحركة عيار 155 مم AS 90، دخل الخدمة في القوات البرية البريطانية عام 1992. وهو مصنوع بواسطة شركة BAE Systems. صنعت الشركة نموذجاً مطوراً منه، أطلق عليه Desert AS 90، ليلائم العمل في ظروف الصحراء القاسية. ونجح هذا النموذج عام 1994، في اجتياز الاختبارات التي تمت في صحراء Arizona، ثم في دولة الكويت والمملكة العربية السعودية عام 1996. حصلت بولندا على ترخيص لصناعة 72 من هذا المدفع؛ على أن يجهز على الهيكل OBRUM البولندي.

## معلومات عامة
طاقم المدفع يتكون من 4 أفراد بمن فيهم السائق. ويستخدم الهاوتزر إما سبطانة طولها 39 عياراً، أو 52 عياراً. وفي بعض الاختبارات، نجح المدفع في إصابة الهدف بقذائف، مجموع أوزانها 261 كجم، خلال 10 ثوان فقط. المدفع مزود بنظام إلى للتعمير، ليرفع من معدلات النيران المختلفة، ويبلغ أقصى مدى 40 كم باستخدام السبطانة الطويلة. الهاوتزر يستخدم آلية تسديد للرمي المباشر من النوع Avimo، تستخدم ليلاً ونهاراً، ونظاماً آلياً لتحريك البرج تبلغ دقته 0.15 درجة سواء في الاتجاه الأفقي أو الرأسي؛ والسبطانة مزودة بنظام تبريد خاص، يسمح بمعدل رمي عال، من دون ارتفاع درجة حرارتها، وضمان دقة إصابة الأهداف.

## المنشأ والدول المستحدمة
1. بلد المنشأ: المملكة المتحدة.
2. الاستخدام: مدفع هاوتزر ذاتي الحركة.
3. الدول المستخدِمة: المملكة المتحدة، بولندا.

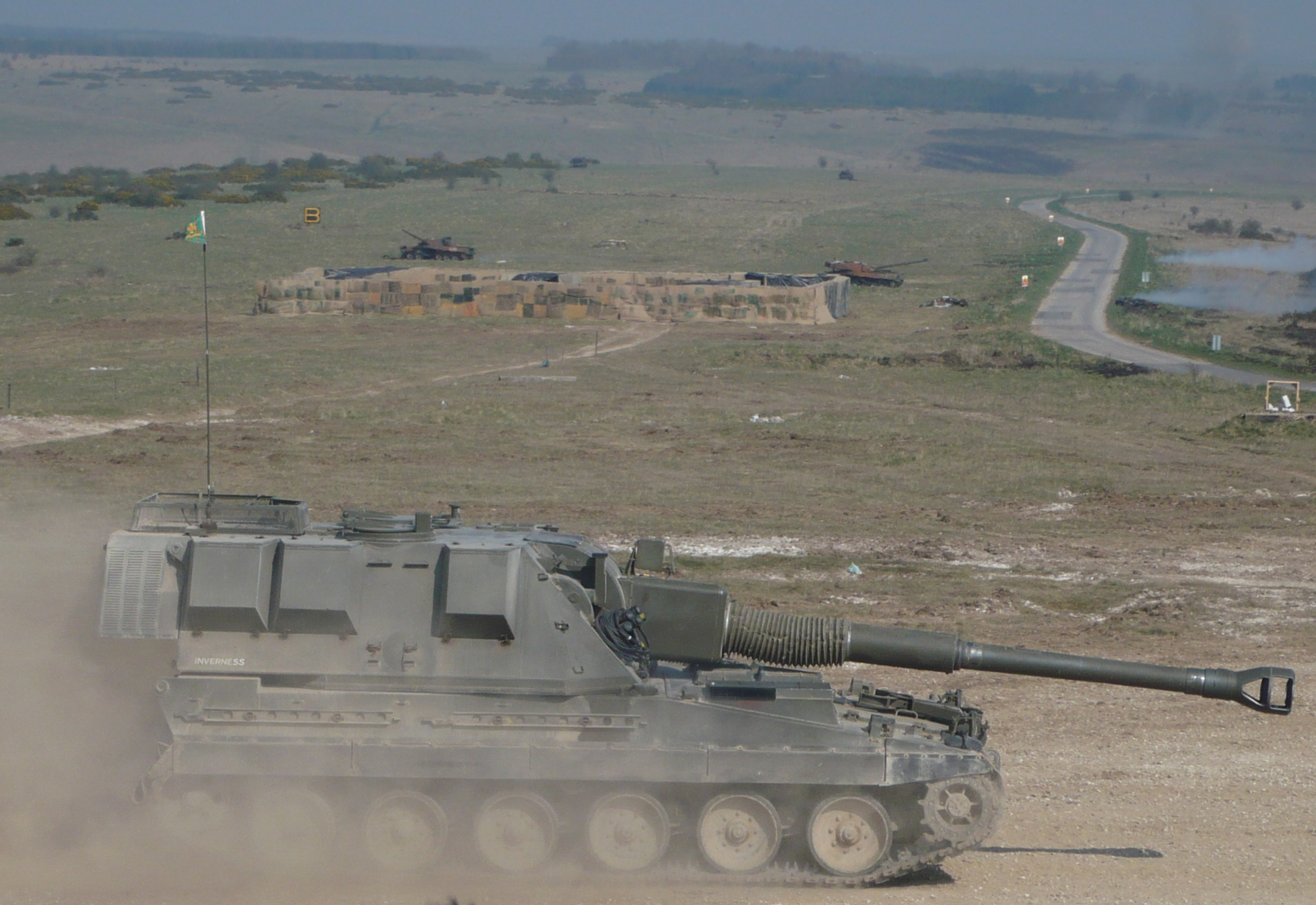
AS - 90 في سهل سالزبوري

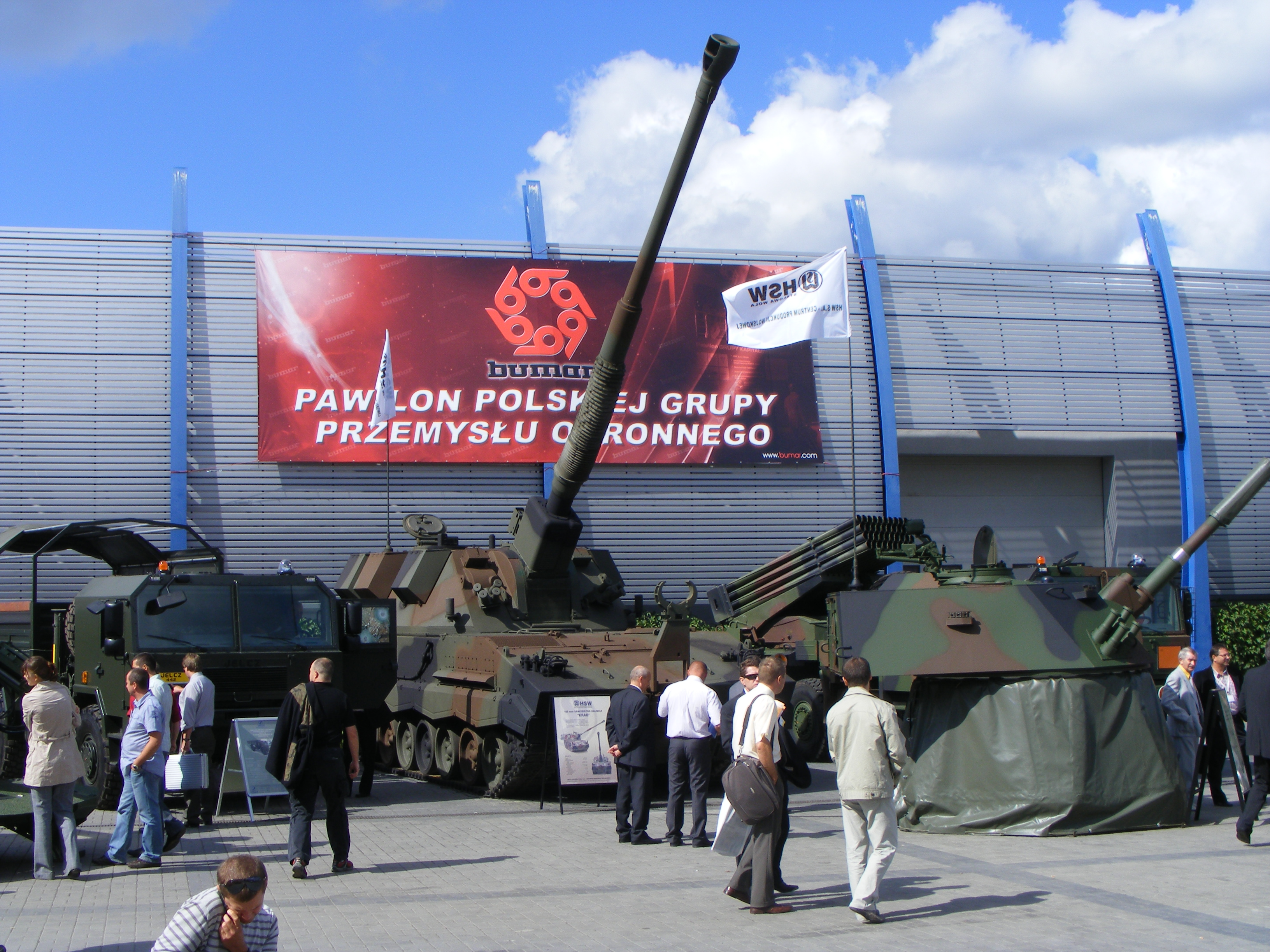

## المواصفات العامة والفنية
1. المواصفات العامة:
- الطاقم: 4 أفراد.
- الوزن: 42 طناً.
- القدرة النوعية: 15.7 حصاناً / طناً.
- الطول: 9.7 م.
- العرض: 3.3 م.
- الارتفاع: 3 م.
- ارتفاع بطن العربة عن سطح الأرض: 0.4 م.
- السرعة: 55 كم / س.
- مدى العربة: 350 كم.
- صعود مرتفع، ميله: 60 درجة.
- اجتياز مانع رأسي، ارتفاعه: 0.75 م.
- عبور خندق، عرضه: 2.8 م.
- عبور مانع مائي، عمقه: 1.5 م.
2. قوة النيران:
- العيار: 155 مم.
- مدى الرمي: من 27 إلى 40 كم.
- نوع التعمير: آلي. زمن رد الفعل: أقلّ من 60 ثانية.
- أقصى معدل نيران: 6 قذائف في الدقيقة، لمدة ثلاث دقائق.
- معدل النيران المستمر: قذيفتان في الدقيقة.
- أقصى زاوية دوران أفقي: 360 درجة.
- أقصى زاوية ارتفاع: + 1244 ملزاً.
- أقصى زاوية انخفاض: - 89 ملزاً.
3. خفة الحركة والمناورة:
• المحرك: Cummins V8.
• نوع الوقود: ديزل.
• القدرة: 660 حصاناً.
• نقل الحركة: آلي.
• عدد السرعات الأمامية: 4.
• عدد السرعات الخلفية: 2.

## وصلات خارجية
هاوتزر عيار 155مم AS 90 (فيديو) على يوتيوب